# Kilchoman House

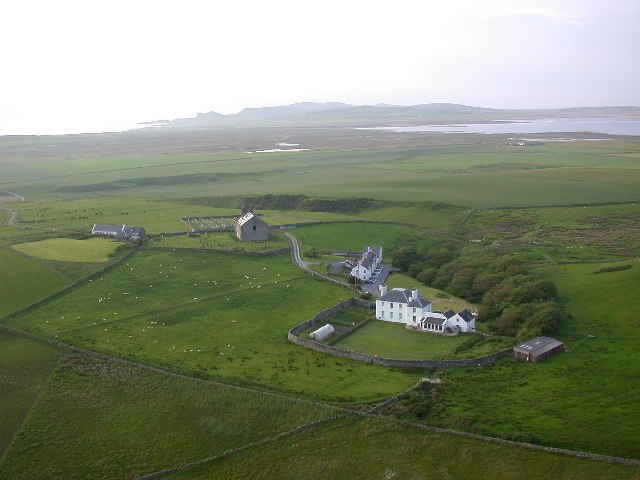
Kilchoman House ist das große weiße Gebäude halbrechts unten.

Kilchoman House war das Pfarrhaus der presbyterianischen Kilchoman Church, der Hauptkirche des Parish Kilchoman. Es liegt in einer Senke etwa 100 m südwestliche der Kirchenruine im Nordwesten der schottischen Hebrideninsel Islay. 1971 wurde Kilchoman House in die britischen Denkmallisten in der Kategorie B aufgenommen.

## Beschreibung
Kilchoman House liegt isoliert von den wenigen bewohnten Gebäuden in Kilchoman. In der Vergangenheit war diese Region weitaus dichter besiedelt. So lebten 1841 noch 222 Personen in der Ortschaft. Die Errichtung eines Pfarrhauses wurde im Dezember 1824 angeregt und im März des darauffolgenden Jahres beschlossen. Das ehemalige Pfarrhaus wurde dann in den Jahren 1825 und 1826 errichtet und weist somit architektonische Merkmale des ausklingenden Georgianischen Zeitalters auf. Das 11,4 × 10,7 m messenden Haupthaus bildet den Abschluss in nordwestlicher Richtung. Es wurde zweistöckig gebaut und schließt mit einem mittig abgeflachten Zeltdach ab. Im Südosten schließen sich daran zunächst das schmale, zweistöckige Küchengebäude mit Zeltdach und dann ein- und zweistöckige Nebengebäude an. Die etwa 70 cm mächtigen Wände bestehen aus Bruchsteinen, die in der traditionellen Harling-Technik verputzt sind. An Kanten und Fenstern ist teilweise freiliegender Sandstein zu sehen. Die Eingangstür schließt mit einem Halbbogen mit prominentem Schlussstein. Südwestlich der Gebäude liegt ein umfriedeter Garten. Es gibt Indizien dafür, dass Kilchoman House an dem Ort eines früheren Palastes der Lords of the Isles errichtet wurde.